# Björn Wiechel
Björn Göran Sebastian Wiechel, född 13 december 1983 i Sigtuna församling, Stockholms län, är en svensk politiker (socialdemokrat). Han är ordinarie riksdagsledamot sedan 2014, invald för Västerbottens läns valkrets.

## Biografi
Wiechel är uppväxt i Holmsund och Umeå. Han har arbetat som butiksbiträde, lärare och för Socialdemokraterna i Västerbottens läns landsting. Wiechel har varit engagerad i SSU.
Björn Wiechel är ordinarie riksdagsledamot sedan valet 2014. I riksdagen är han ledamot i EU-nämnden sedan 2017 och ledamot i finansutskottet sedan 2021. Wiechel var vice ordförande i EU-nämnden en kort period 2022 och ledamot i kulturutskottet 2014–2017. Han har även varit suppleant i finansutskottet och konstitutionsutskottet.

### Familj
Wiechel är bror till den socialdemokratiska politikern Lotta Wiechel och kusin med den sverigedemokratiske politikern Markus Wiechel.